# Отборочная гонка перед кубком Вандербильта 1906
Отборочная гонка перед кубком Вандербильта 1906 года (англ. II W.K.Vanderbilt American Elimination) — автомобильная гонка прошедшая 22 сентября 1906 года и призванная  определить пятерых представителей США на международном кубке Вандербильта. 
Гонка прошла 22 сентября 1906 года возле Уэстерби, Лонг-Айленд, Нью-Йорк. Её протяженность составила десять кругов при длине круга около 29 миль. Гонка началась в шесть утра по местному времени. Автомобили покидали стартовую линию с  интервалом в одну минуту. У Ральфа Монгини на первом же круге взорвалась одна из покрышек, в результате чего потерявший управление автомобиль  врезался в телефонный столб. Монгини, которого от удара выбросило из автомобиля, отделался синяками и царапинами.
По результатам гонки для участия в кубке были выбраны Джо Трейси, Хьюберт ле Блон, Х.Н. Хардинг, Фрэнк Лоуэлл и Уолтер Кристи .

## Классификация
| Место | №  | Гонщик          | Автомобиль    | Круги | Время/Сход        |
| ----- | -- | --------------- | ------------- | ----- | ----------------- |
| 1     | 12 | Джо Трейси      | Locomobile    | 10    | 5:27:45           |
| 2     | 6  | Хьюберт ле Блон | Thomas        | 10    | 5:51:25           |
| 3     | 14 | Х.Н. Хардинг    | Haynes        | 10    | 6:25:39           |
| НКЛ   | 2  | Герберт Литтл   | Pope-Toledo   | 8     | + 2 круга         |
| НКЛ   | 5  | Уолтер Кристи   | Christie      | 7     | + 3 круга         |
| ДСК   | 11 | Фрэнк Лоуэлл    | Frayer-Miller | 7     | Помощь при старте |
| Сход  | 4  | Густав Кайуас   | Thomas        | 5     |                   |
| Сход  | 16 | Ричард Белден   | Frayer-Miller | 4     |                   |
| Сход  | 7  | Монтегю Робертс | Thomas        | 4     |                   |
| Сход  | 1  | Эрнест Килер    | Oldsmobile    | 1     |                   |
| Сход  | 3  | Ральф Монгини   | Matheson      | 0     | Взрыв покрышки    |
| Сход  | 8  | Ли А. Фраер     | Frayer-Miller | 0     |                   |